# Ampelisca acinaces
Ampelisca acinaces är en kräftdjursart. Ampelisca acinaces ingår i släktet Ampelisca och familjen Ampeliscidae. Inga underarter finns listade i Catalogue of Life.